# 薩姆·拉爾森
薩姆·拉爾森（瑞典語：Sam Larsson；1993年4月10日—）是一位瑞典足球運動員。在場上的位置是中場。他現在效力於中國足球超級聯賽球隊大連人職業足球俱樂部。他也代表瑞典國家足球隊參賽。他是丹尼爾·拉爾森的弟弟。